# گروهان قهرمانان
گروهان قهرمانان (به انگلیسی: Company of Heroes) یک بازی ویدئویی استراتژی هم‌زمان است که توسط شرکت رلیک انترتینمنت توسعه یافته و به‌وسیلهٔ تی‌اچ‌کیو برای سیستم‌عامل‌های مایکروسافت ویندوز و مک‌اواس در ۱۲ سپتامبر ۲۰۰۶ منتشر شده‌است. این عنوان اولین قسمت از سری گروهان قهرمانان و اولین بازی به‌شمار می‌رود که نماد بازرگانی بازی‌ها برای ویندوز را داشت.
داستان این بازی در زمان جنگ جهانی دوم می‌گذرد.